# 1770 w polityce

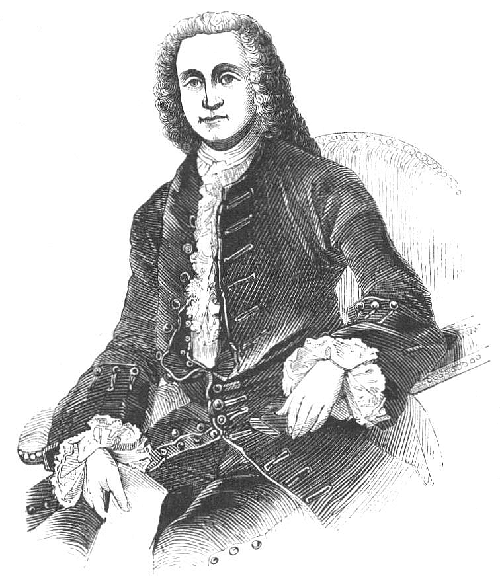
George Grenville

Wydarzenia polityczne w 1770 roku.

## Zmarli
- 13 listopada George Grenville, premier Wielkiej Brytanii[1].